# Aragua de Barcelona
Aragua de Barcelona è una città del Venezuela, capoluogo del comune di Aragua, situata nello stato di Anzoátegui.